# Freio motor
Freio motor é um recurso em que o funcionamento do motor do veículo ajuda a diminuir ou controlar a velocidade do carro. O uso da redução de marcha no carro influencia na velocidade do mesmo.